# Joseph Brant

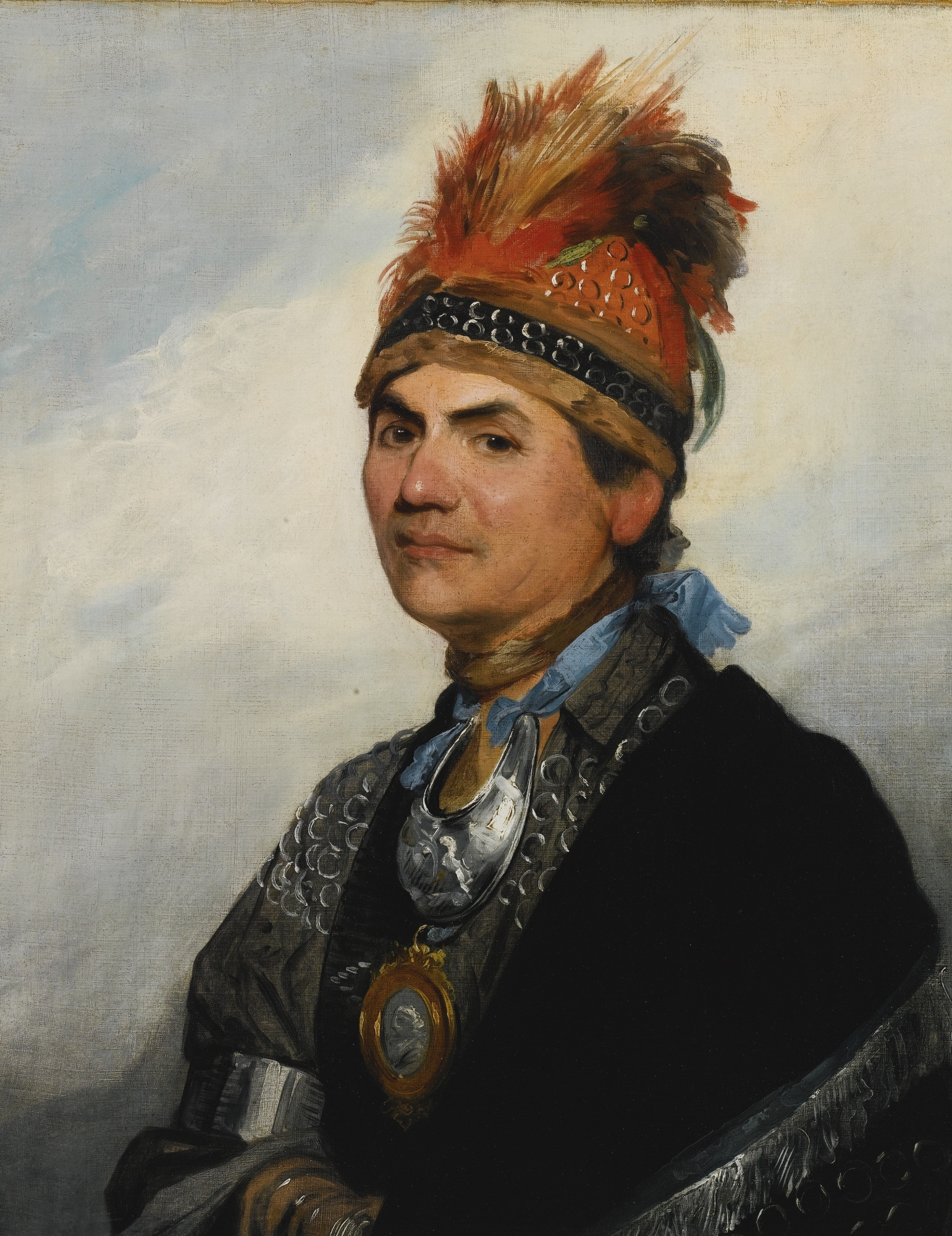
Thayendanegea, genannt Joseph Brant (Porträt von Gilbert Stuart, 1786)

Joseph Brant (auch Brandt oder Brand; * März 1742 als Thayendanegea am Cuyahoga River, Ohio Country; † 24. August 1807 im Indianerreservat am Grand River, Oberkanada) war ein Anführer der Mohawk während des Amerikanischen Unabhängigkeitskrieges.
Am 29. Mai 1972 ehrte die kanadische Regierung, vertreten durch den für das Historic Sites and Monuments Board of Canada zuständigen Minister, Thayendanega und erklärte ihn zu einer „Person von nationaler historischer Bedeutung“.

## Leben
Brant wurde 1742 als Sohn eines Mohawkhäuptlings an den Ufern des Cuyahoga River geboren und erhielt den Namen Thayendanegea (zu deutsch etwa: „Schließt zwei Wetten ab“, „Wettet auf zwei Seiten“). Als Jugendlicher wurde er Dolmetscher für den anglikanischen Missionar John Stuart, mit dem er das Evangelium nach Markus in die Sprache der Mohawk übersetzte. Seine Schwester Mary Brant heiratete General William Johnson, den britischen Superintendenten für indianische Angelegenheiten, mit dem Brant in den Franzosen- und Indianerkriegen gekämpft hatte.
Während des Kampfes um die Amerikanische Unabhängigkeit führte er die verbliebenen vier der Sechs Nationen, die die Briten unterstützten, und wurde Captain in der British Army. Er wurde 1779 von General John Sullivan geschlagen. Nach dem Krieg war er nicht in der Lage, Landgarantien für die Indianer von der neu geschaffenen amerikanischen Regierung zu erhalten. Stattdessen gaben ihm die Briten Land für ein Mohawk-Reservat am Grand River in Ontario (siehe Sechs Nationen der Grand River). Er arbeitete als Missionar bei den anderen Indianern, baute die erste anglikanische Kirche in Ontario und übersetzte den anglikanischen Katechismus sowie das Evangelium des Markus in die Sprache der Mohawk. Er starb im Reservat, im heutigen Ontario (Kanada).
Die Stadt Brantford steht teilweise auf seinem Land und ist nach ihm benannt, und die Stadt Burlington (Ontario) wurde ihm urkundlich übertragen.

## Freimaurer
Joseph Brant wurde in der Cliftonian Lodge in London im April 1776 zum Freimaurer aufgenommen. Er empfing seinen Freimaurer-Schurz aus der Hand von König Georg III.